# Баран Анна Михайлівна
А́нна Миха́йлівна Бара́н (10 серпня 1912, с. Палашівка, Україна — 2008) — українська вишивальниця.

## Життєпис
Анна Баран народилася 10 серпня 1912 року в селі Палашівка Чортківського району Тернопільської області України.
Працювала в родинному селі. Від 1974 — у Тернополі.
Вишиває хрестиком, стебнівкою, гладдю та низинкою рушники, доріжки, серветки, подушки, накидки, краватки, жіночі сукні та блузки, чоловічі сорочки, дитячий одяг.

## Виставки
Учасниця виставок у Тернополі (від 1978), Києві (1980—1982, 1984, 1987), Москві (1982, 1987) і Пензі (1979).
Індивідуальна виставка — Тернопіль (1983).
1992 року зорганізувано мистецьку виставку з Ганною Баран на День міста Севастополя, на Історичному бульварі.